# Abdelkader Belhadef
Abdelkader Belhadef (en arabe : عبد القادر بلهادف) est un footballeur algérien né le 17 avril 1982 à Constantine. Il évoluait au poste de milieu offensif.

## Biographie
Il évolue en première division algérienne avec les clubs, du MO Constantine, du NA Hussein Dey, du CA Bordj Bou Arreridj et enfin de l'AS Khroub. Il dispute 114 matchs en inscrivant deux buts en Ligue 1.

## Palmarès
MO Béjaïa
- Championnat d'Algérie D3 (1) :
  - Champion Gr. Centre : 2010-11.